# Günter Unger
Günter Unger (* 1941 in Eisenstadt) ist ein österreichischer Schriftsteller, Publizist und Regisseur.

## Leben und Wirken
Der promovierte Historiker Günter Unger hat zahlreiche Theaterstücke, Erzählungen und lyrische Werke veröffentlicht. Zudem gab er von 1978 bis 1996 die Literaturzeitschrift Wortmühle heraus. Unger war über dreißig Jahre der Leiter der Kultur-Abteilung des ORF im Burgenland. Er hat zahlreiche Rundfunk- und Fernsehsendungen produziert, darunter einen Film über die Lyrikerin Hertha Kräftner und ein Rundfunkfeature über den Autor Volker Zotz. Unger inszenierte viele Hörspiele für den ORF, zum Beispiel von Helene Flöss. Er arbeitete zudem in Printmedien, Fernsehen und Rundfunk über österreichische Persönlichkeiten wie Fred Sinowatz und Norbert Leser. Günter Unger erhielt 1995 den Kulturpreis des Landes Burgenland für Literatur.

## Werke
- Alltagsblessuren/bravouren. Wien 1993
- Schreibfrüchte. Wien 1978
- Gemischtes Doppel. Wien 1994 (Theaterstück)
- Malwine oder die Macht der Konformisten (Theaterstück). Hornstein: Ed. Kenad und Danek 2005 (ISBN 9783901783104)
- Burgenland mon amour. Koordinaten einer Kultur- und Kunstlandschaft. Hornstein 2006
- Die Atmosphäre ist Poesie. Kunst im Burgenland gestern & heute. Wien 1999
- Burgenland. Eine Zeitreise durch ein ungewöhnliches Land. Wien 1994
- Das andere Licht. Kunst im Burgenland seit 1945. Wien 1990
- Der Dritte Konjunktiv. Geschichten aus dem Burgenland. Hrsg. von Günter Unger. Innsbruck: Haymon-Verlag 1999
- Hunnen sterben anders. Fragmente eines Lebens aus zweiter Hand. Roman. Wien: Löcker 2016
- Ordensfrau und Freigeist: Sr. Irmgardis/Dr. Gabriele Strausz. Oberwart: edition lex liszt 12 2020
- Wölfe. Schafe. Dämonen. Die wundersame Welt der Annelie Wagner. Künstlerinnenbiographie. Oberwart: edition lex liszt 12 2024